# Narcissus × xaverii
Narcissus × xaverii là một loài thực vật có hoa lai ghép trong họ Amaryllidaceae. Loài này được Nava & Fern.Casado mô tả khoa học đầu tiên năm 1991.